# Amastra micans
Amastra micans és una espècie de gastròpode eupulmonat terrestre de la família Amastridae endèmica de Hawaii.

## Hàbitat
És arborícola.

## Distribució geogràfica
Es troba a les Illes Hawaii.

## Estat de conservació
Les seues principals amenaces són la pèrdua del seu hàbitat, el furtivisme i la predació per part d'espècies introduïdes (rates, caragols -particularment, Euglandina rosea- i platihelmints).